# Camille Montagne
Jean Pierre François Camille Montagne (ur. 15 lutego 1784, zm. 5 grudnia 1866) – francuski lekarz wojskowy, botanik i mykolog.

## Życiorys
Jean Pierre François Camille Montagne urodził się w gminie Vaudoy w departamencie Seine-et-Marne. Jego ojciec był chirurgiem, ale zmarł, gdy Camille miał 9 lat. W wieku 14 lat Camille Montagne dołączył do francuskiej marynarki wojennej jako sternik i wziął udział w inwazji Napoleona na Egipt. W 1802 roku wrócił do Francji, aby studiować medycynę, a dwa lata później został chirurgiem wojskowym. W 1832 roku, w wieku 48 lat, wycofał się ze służby wojskowej, aby skoncentrować się na badaniu roślin zarodnikowych. Mieszkał w Paryżu, utrzymując się z emerytury wojskowej. Był prezesem Société botanique de France. W 1853 r. został wybrany członkiem Francuskiej Akademii Nauk. Otrzymał order Legii Honorowej.

## Praca naukowa
W 1845 roku był jednym z pierwszych naukowców (wraz z Marie-Anne Libert), który przedstawił opis Phytophthora infestans, grzyba powodującego zarazę ziemniaka. Nadał mu nazwę Botrytis infestans. Montagne jest również znany z badań gatunków grzybów pochodzących z Gujany. Opisywał je bazując na kolekcji przysłanej mu przez Charlesa Eugène Leprieura. Napisał wiele artykułów do czasopism naukowych Archives de Botanique i Annales des Sciences naturelles.
Opisał nowe taksony roślin i grzybów. W ich naukowych nazwach dodawany jest skrót jego nazwiska Mont.